# Агатокъл (син на Лизимах)
Вижте пояснителната страница за други личности с името Агатокъл.
Агатокъл (на старогръцки: Ἀγαθοκλής) е гръцки принц в Древна Македония и Тесалия.

## Биография
Агатокъл е най-големият син и наследник на диадоха Лизимах и Никея Македонска, дъщеря на македонския регент Антипатър. Неговият дядо по бащина линия е Агатокъл Пелски. Агатокъл е брат на Арсиноя I († след 279 пр. Хр.; първата съпруга на Птолемей II) и на Евридика, († 287 пр. Хр.; омъжена за цар Антипатър I от Македония).
Агатокъл служи от младежки години като военачалник на баща си, който е владетел на Тракия и Западна Мала Азия. В един поход против гетите на цар Дромихет той е пленен през 292 пр. Хр., но е изпратен с подаръци отново при баща му, понеже така Дромихет се надява да се споразумее по мирен начин с Лизимах. Той обаче води лично друг поход против тях и попада също в тяхна плен. Едва след това Лизимах e готов да сключи мир с гетите.
След като баща му става през 287 пр. Хр. също цар на Македония, Агатокъл става бъдещ наследник на голяма част от днешните Гърция и Турция. Същата година той побеждава нападналият ги Деметрий Полиоркет в Мала Азия (пета диадохска война) и го изтласка през планината Тавър в Киликия, владяна от Селевк. След това той затваря планинските проходи на Тавър и пътя към морето и Деметрий трябва да се предаде на Селевк. 
Агатокъл се жени за братовчедката си Лизандра, дъщеря на диадох Птолемей I Сотер от Египет и Евридика I, дъщеря на Антипатър. Тя е вдовица на Александър V († 294 пр. Хр., цар на Македония).
Агатокъл е обичан надежден наследник на трона между младещта. Все повече управляващият тиранистично Лизимах се жени през това време през 300/299 пр. Хр. за Арсиноя II, дъщеря на диадох Птолемей I Сотер от Египет и втората му съпруга Береника I, и полусестра на неговата собствена съпруга Лизандра. Понеже Арсиноя II иска да подсигури наследството на трона за нейните деца набеждава заварения си син Агатхокъл при баща му, че иска да го отрови. След това Лизимах се съгласява за убийството на сина му.
След екзекуцията на Агатокъл през ок. 283/282 пр. Хр. по нареждане на баща му след интригите на Арсиноя II, вдовицата му Лизандра бяга с децата си и полубрат му Александър и привържениците им при Селевк I Никатор.
. Той се обявява за отмъстител на Агатокъл и убива Лизимах 281 пр. Хр. в битката при Корупедия (шеста Диадохска война).